# Luornu Durgo
Triplicate Girl (Lugnu Durgo) es un personaje ficticio, una superheroína en los siglos 30 y 31 del Universo de DC Comics y miembro de la Legión de Super-Héroes. También ha tenido los alias Duo Damsel, Triad, Una, Duplicate Damsel y Duplicate Girl.

## Historia de la publicación
Lugnu Durgo apareció por primera vez en Action Comics #276 y fue creado por el productor Jerry Siegel y Jim Mooney.

## Biografía del personaje

### Continuidad original
Luornu Durgo, cuyo nombre en código es Triplicate Girl, apareció por primera vez en Action Comics #276, escrito por Jerry Siegel. Originaria del planeta Cargg, podía dividirse en tres cuerpos idénticos, como todos los Carggites, debido a que el planeta Cargg tenía tres soles. Su disfraz consistía en un vestido morado, capa y cinturón naranja y botas negras.
Ella fue la cuarta heroína en unirse a la Legión de Super-Héroes, y su primer miembro no fundador. A diferencia de su contraparte de posterior a la hora cero, Triad, tenía ojos marrones, no divididos entre violetas/naranjas. Durante mucho tiempo, tuvo un enamoramiento no correspondido con Superboy.
Uno de sus tres cuerpos fue asesinado por Computo (una computadora deshonesta), la creación asesina de Brainiac 5 y a partir de entonces se la conoció como Duo Damsel. Sus dos cuerpos sobrevivientes continuaron recordando el trauma de experimentar su muerte, con el resultado de que Computo era el único villano al que Duo Damsel estaba demasiado asustado para enfrentarse.
Duo Damsel más tarde se puso un traje único mitad naranja, mitad púrpura que podía dividirse con ella, dejando un cuerpo con un traje naranja y otro con un traje púrpura. Fue diseñado por el fanático, Nick Pascale, quien también tramó la historia en la que apareció. El disfraz apareció originalmente en Adventure Comics #403 El disfraz fue diseñado inicialmente para ayudarla en una misión en el planeta Pasnic, pero el personaje continuó usando disfraces "divididos" como este a lo largo de toda su continuidad. Y una adaptación de la misma fue diseñada cuando se convirtió en Triad y Duplicate Girl. La adaptación fue incluso en la versión de dibujos animados de la Legión.
Duo Damsel dejó el servicio activo de la Legión para convertirse en reservista después de casarse con su compañero Legionario Bouncing Boy en Superboy #200 (febrero de 1974); después de esto, ella apareció solo esporádicamente.
En años posteriores a la primera continuidad de la Legión, ella sirvió como instructora en la Academia de la Legión junto con su esposo. Ella sufrió la muerte de uno de sus dos cuerpos restantes luchando contra el Time Trapper después de que ella participó en una conspiración para vengar la muerte de Superboy, que había sido causada por el Trapper (Después de un reinicio menor en 1990, se declaró que Glorith mató el segundo cuerpo durante una conspiración para vengar su destrucción genocida de la raza Daxamita). Después se reveló que el segundo cuerpo de Luornu todavía estaba vivo. Este cuerpo y la capacidad de duplicarse le fueron devueltos y obtuvo una nueva habilidad para generar campos de fuerza. Esta nueva habilidad fue transferida a ella por un cinturón de campo de fuerza especial que le dio Brainiac 5 para protegerla después de la supuesta muerte de su segundo cuerpo.
Durante la "Brecha de los Cinco Años" después de las Guerras Mágicas, la Tierra cayó bajo el control encubierto de los Dominadores y se retiró de los Planetas Unidos. Unos años más tarde, los miembros del altamente clasificado "Batch SW6" de los Dominators escaparon al cautiverio. Originalmente, Batch SW6 parecía ser un grupo de clones de los legionarios adolescentes, creados a partir de muestras aparentemente tomadas justo antes de la muerte de Ferro Lad en manos de Sun-Eater. Más tarde, se revelaron como duplicados de tiempo-paradoja, tan legítimos como sus contrapartes más antiguas. Después de que la Tierra fue destruida en un desastre que recuerda la destrucción de Krypton durante un milenio antes, unas pocas docenas de ciudades sobrevivientes y sus habitantes reconstituyeron su mundo como Nueva Tierra. Los Legionarios SW6 permanecieron, y su versión de Triplicate Girl (con sus tres cuerpos intactos) asumió el nombre en clave Triad.

### Reinicio dehora cero
Después de los eventos de la miniserie Hora Cero en 1994, la continuidad original de la Legión terminó y su historia comenzó de nuevo desde cero.
Los habitantes nativos del planeta Cargg pueden dividirse en tres cuerpos separados. En la mayoría de los casos, estos cuerpos son idénticos, física, intelectual y emocionalmente. Ese no fue el caso de Luornu Durgo.
Incluso como recién nacida, cuando solo dos de ella lloraban, sus tres personalidades eran claras. Debido a la vergüenza de esto en un mundo donde esto se consideraba un defecto grave, su padre la abandonó cuando ella era una niña pequeña y su madre degeneró en alcoholismo y, finalmente, en el suicidio. Fue criada por su abuela, quien en secreto tenía la misma "condición", pero cuando finalmente murió, Luornu fue internada en un manicomio, donde el tratamiento consistía básicamente en torturarlas a las tres para que actuaran de la misma manera. Después de que comenzó a mostrar signos de "progreso", se le permitió entrar al jardín, donde escapó escalando el muro en la primera oportunidad. Corrió hasta que, cansada, hambrienta y empapada por la lluvia, terminó en un puerto espacial. Desesperada por refugiarse, trató de entrar en uno de los barcos allí y encontró a R.J. Brande adentro. Al ver que estaba en problemas, en lugar de entregarla a las autoridades de Carggite, la llevó a la Tierra y le dio un trabajo en su oficina, la sede de Industrias Brande. Cuando se enteró del trato que le dieron los Carggities, amenazó con mudar varias fábricas hasta que lo convirtieran en su tutor legal.
Cuando Brande fue salvado por tres adolescentes, y se le ocurrió la idea de la Legión de Superhéroes de su extensa colección de recuerdos de superhéroes, fue a Luornu a quien envió a recoger a los tres, y ella fue cooptada como un miembro poco después, tomando el nombre en clave Triad.
Aparte del año en que se disolvió la Legión, que pasó como directora de Industrias Brande, mientras Brande supervisaba la construcción de Mundo Legión, se ha mantenido como uno de los miembros más constantes de la Legión.

### "Threeboot"
En 2005 se reinició nuevamente la continuidad de la Legión. Triplicate Girl es la única habitante del planeta Cargg. Su origen es un misterio. Todo lo que recuerda es despertarse sola entre las ruinas de su planeta. Después de semanas de soledad, descubre que tiene la capacidad de dividirse en tres, por lo que los tres se convirtieron en nueve, veintisiete, y así sucesivamente, teniendo cada individuo una conciencia compartida. Eventualmente llegó a su límite, pero para entonces, todo su planeta estaba repoblado con réplicas de sí misma. Cuando una nave de United Planets llega a Cargg, tres de estas réplicas se envían como emisarios. Cuando regresaron, las otras réplicas los consideraron "contaminados", porque habían estado en lugares que el otro no había visitado y se encontraron con seres que no eran réplicas de ellos mismos.

### The Lightning Saga y Countdown
Durante la historia de "The Lightning Saga" de 2007, la Liga de la Justicia de América y la Sociedad de la Justicia se encontraron con lo que parecía ser Triplicate Girl, vestida con su traje original de Adventure Comics, dentro de una base abandonada que alguna vez usó la Sociedad Secreta de Supervillanos dentro del Pantano Suicida. Triplicate Girl se presentó a sí misma y explicó que la Legión había regresado al pasado para detener el nacimiento de Computo, "la primera inteligencia artificial psicópata del mundo". Afirmó que la "chispa de vida" que creó Computo provino de la tecnología dentro de la base de la Sociedad Secreta. Computo se activó repentinamente y luchó contra los equipos combinados, matando a uno de los cuerpos duplicados de Triplicate Girl tal como lo había hecho en la ejecución original de Adventure Comics. Superman se dio cuenta de que había estado allí para esa batalla muchos años antes, y él y Power Girl descubrieron que Triplicate Girl y Computo habían sido, de hecho, una ilusión elaborada creada por Sensor Girl para sacar a los dos equipos del siglo XXI de la pista de los Legionarios.
Al final de "Lightning Saga", una figura sombría se le apareció a Karate Kid mientras se preparaba para regresar al siglo 31 con sus compañeros legionarios y le dijo que todavía tenía una misión que completar. Desde entonces, se ha revelado que esta figura es la Triplicate Girl "real", que se unirá a Karate Kid en su misión en el pasado. En Countdown #41, ella y Karate Kid todavía tienen una misión que completar en el siglo XXI. Con sus duplicados desaparecidos, ahora se llama a sí misma "Una".
Una y Karate Kid visitan a Barbara Gordon para conocer el secreto de la enfermedad de Val. Oracle no puede identificarlo y les indica que vean al Sr. Orr. Cuando llegan al complejo de Orr, Val y Una se ven obligadas a combatir brevemente con Equus, hasta que llega Orr. Orr les dice que la enfermedad de Karate Kid es similar al virus OMAC y, bajo la orden de DeSaad, les dice que vean al profesor Buddy Blank.
Mientras se dirigían a ver a Blank, el vengativo Equus descarrila el tren en el que se encuentran, quien también ha engañado a la policía para que piense que los héroes son armas biológicas metahumanas. Supergirl llega a la escena, pero creyendo lo que cree la policía, ataca a Karate Kid, hasta que sus recuerdos reprimidos de la Legión "Threeboot" abruman su mente. Equus luego le arroja un vagón de tren. Supergirl se recupera y derrota a Equus. Después de la batalla, se hacen algunas preguntas sobre las inconsistencias de los recuerdos de Supergirl. Val y Una luego se encuentran con Buddy Blank y su nieto, quienes los llevan a ver a Brother Eye, quien escanea a Val y dirige al grupo a Blüdhaven, donde detectó una cepa viral similar. Brother Eye luego se activa y comienza a asimilar objetos cercanos para crecer y atacar con nuevos OMAC. Poco después, activa un Boom Tube y viaja a Apokolips, llevándose consigo a los dos legionarios. En el planeta, los dos escapan a las calles, pero luego Eye transfigura a Una en un OMAC. Con la derrota de Hermano Ojo a manos de Pied Piper, Una es liberada, pero no antes de haber vencido a Karate Kid hasta la sumisión y entregándoselo a Brother Eye para que experimente. Todo el grupo de héroes traído de regreso a la Tierra, Una suplica a los demás que salven a Karate Kid, incluso si el consenso general es matarlo antes de que se propague el virus Morticoccus. Tras la muerte de Val, el virus Morticoccus entra en la atmósfera, volviendo a los humanos salvajes y a los animales más parecidos a los humanos. Una ayuda a Buddy Blank a recuperar a su nieto, sacrificándose en el camino por ellos al defenderlos de las ratas mutadas. Su último acto es darle a Buddy su anillo de vuelo, para que él y su nieto puedan escapar de la ciudad.
Los cuerpos de Una y Karate Kid finalmente son descubiertos por el Departamento de Policía de Gotham City en Nueva Tierra, y Superman y el visitante Lightning Lad lloran su muerte. Sin embargo, el compañero legionario varado de Una, Starman, les dice: "No se preocupen por Luornu...Triplicate! Duo! Una! Espera hasta que veas lo que le sucede a ella!.

### Legión de 3 Mundos
En el número final de la serie Final Crisis: Legion of 3 Worlds, Luornu regresa para ayudar a la Legión en la batalla contra la Legión de Supervillanos, revelando que ha adquirido la capacidad de crear una gran cantidad de cuerpos duplicados, y ahora pasa. el nombre "Damisela Duplicada". Ella y Bouncing Boy acaban de regresar de su luna de miel. También revela que Una fue la segunda y última de sus duplicados originales. En apariciones posteriores de Nueva Tierra, usa el nombre de "Duplicate Girl".
En la secuela de "Watchmen" "Doomsday Clock", Triplicate Girl se encuentra entre los miembros de la Legión de Super-Héroes que aparecen en el presente después de que el Doctor Manhattan deshiciera el experimento que borró la Legión de Super-Héroes y la Sociedad de la Justicia de América.

## Poderes y habilidades
Triplicate Girl tiene la capacidad de dividirse en tres cuerpos idénticos. Cuando Triplicate Girl se fusiona en un solo cuerpo, obtiene los recuerdos y el conocimiento que obtuvieron sus seres divididos.
En la continuidad post-Hora Cero, los seres separados de Triad pueden identificarse físicamente por el color de los ojos, el cabello y el atuendo: la Triad integrada (y Triad-White) tienen un ojo naranja y uno morado, Triad-Orange tiene dos ojos naranjas y Triad-Purple tiene dos ojos morados. En términos de personalidad, Triad-Orange tiende a ser más tímida y Triad-Purple es más agresiva que Triad-White, con la Triad integrada comportándose de manera similar a Triad-White. Ella tiende a usar ropa que deje en claro cuál de ella es cuál, y también es practicante de Tri-Jitsu, la capacidad de lucha de golpes estratégicos con tres cuerpos diferentes.
En la continuidad de "Threeboot", la Triplicate Girl "principal", que permaneció en Cargg, puede dividirse en numerosos cuerpos (100000000 copias). Su disfraz recuerda a su interpretación original (antes del diseño naranja y morado) y es idéntico en cada uno de sus tres cuerpos. Al principio de esta serie, no era evidente ninguna distinción entre sus diferentes yos; sin embargo, eso cambió cuando dos de sus yos se encontraron con el tercer Element Lad besándose. Ediciones posteriores han sugerido que esta relación ha continuado.
En la Continuidad de la Nueva Tierra, tiene la capacidad de dividirse en tantos cuerpos como desee. No se ha determinado el límite superior de su división.

### Equipamiento
Como miembro de la Legión de Superhéroes, se le proporciona un anillo de vuelo de la Legión. Le permite volar y la protege del vacío del espacio y otros entornos peligrosos.

## En otros medios

### Televisión
- Luornu Durgo como Triplicate Girl hace un cameo sin hablar en el episodio de Superman: la serie animada, "New Kids In Town".
- Luornu Durgo como Triplicate Girl y luciendo la coloración blanca / naranja / púrpura de Triad aparece en Legión de Super-Héroes (2006), con la voz de Kari Wahlgren. En la segunda temporada, el yo blanco de Durgo muere debido a una anomalía temporal, dejando a la pareja sobreviviente con el nombre de "Duo Damsel". Después de que la Legión sale victoriosa en un conflicto basado en viajes en el tiempo contra Brainiac, la línea de tiempo y el yo blanco de Durgo se restauran.

### Cine
Luornu Durgo como Triplicate Girl aparece en Legión de Super-Héroes (2023), con la voz de Daisy Lightfoot. Esta versión es una aprendiz de la Academia de la Legión. Mientras lucha contra el Círculo Oscuro, un tercio de Durgo es asesinada por Mon-El. Triplicate Girl (que había perdido solo uno de sus yo alternativos), Invisible Kid y Phantom Girl rescatan a Supergirl y Brainiac 5, y rescatan a otros de sus compañeros para enfrentar a Mon-El y el Círculo Oscuro.

## Recepción
Ella ocupó el puesto 33° en la lista de las 100 mujeres más atractivas del Comics Buyer's Guide.